# Clinton Morrison
Clinton Morrison (Wandsworth, 14 maggio 1979) è un ex calciatore irlandese, di ruolo attaccante.

## Carriera

### Club
Di origini giamaicane e trinidiane, Morrison ha iniziato la carriera nelle giovanili del Crystal Palace per poi essere promosso in prima squadra ed averci trascorso 5 stagioni.
Nel 2002 viene acquistato dal Birmingham City per 4,25 milioni di sterline e qui trascorre 3 stagioni in Premier League.
Il 24 agosto 2005, poco dopo l'inizio della stagione 2005-2006 torna al Crystal Palace.
Il 7 agosto 2008 firma un contratto biennale con il Coventry City, squadra di Football League Championship.
Nella stagione 2010-2011 è in forza allo Sheffield Wednesday, in Football League One.

### Nazionale
Ha scelto di rappresentare l'Irlanda poiché sua nonna era di Dublino.
Ha partecipato al campionato del mondo 2002. Dai suoi tifosi è scherzosamente chiamato O'Morrison.